# آنا سترونج
آنا سميث سترونج (ولدت في 14 أبريل 1740 - توفيت في 12 أغسطس 1812) من سيتاوكيت بولاية نيويورك كانت وطنية أميركية، ويعتقد أنها كانت عضوًا مهمًا في حلقة التجسس خلال الثورة الأمريكية. 

## العائلة
كان والد آنا العقيد ويليام سميث، ابن هنري سميث وحفيد العقيد وليام سميث، وهو قاضٍ في المحكمة العليا التي أُنشئت في نيويورك عام 1691. كان كاتبًا في مقاطعة سوفولك بنيويورك، وقاضًا في محكمة المناشدات المشتركة للمقاطعة قبل عدة سنوات من قيام الثورة الأمريكية. كانت آنا والدة مارجريت لويد سميث وهي ابنة هنري لويد من قرية لويدز نيك.
تزوجت آنا بسيلاه سترونج (25 ديسمبر 1737 - 4 يوليو 1815) الذي كان على صلة بالجنرال ناثانييل وودهول وأبراهام وودهول من خلال والدته هانا. أبراهام كان «صامويل كولبير» من حلقة جواسيس كولبير المؤلفة من مجموعة من الجواسيس الأمريكيين أثناء الثورة الأمريكية. 1773 كان سلاه مندوبا في المؤتمرات الإقليمية الثلاثة الأولى في الاستعمارية بنيويورك التي انعقدت في 22 مايو 1775، 6 ديسمبر 1775 ومايو 1776 كان كابتن في ميليشيا نيويورك في 1776 .83، 173 تم سجنه في منزل السكر في مدينة نيويورك كجاسوس مفترض، وفقا لجريدة ريفينغتون في 3 يناير، 1778. التقليد له في وقت لاحق سجنه في السجن سفينة HMS جيرسي، في وقت لاحق يعمل ذكر فقط سجنه على متن سفينة السجن، وهذا التقليد يدعي أن آنا جلبت له الطعام. 529 المؤلف ريان آن هنتر ينص على أن آنا في نهاية المطاف حصلت على سلاه بالمحاكمة من خلال تأثير أقارب المحافظين.عند إطلاق سراحه، أمضى بقية الحرب في ولاية كونيتيكت مع الأطفال الأصغر سنا في حين بقي آنا في لونغ آيلاند.
أطفال سترونغ كانوا كيتورا س. (الذي تزوج جيمس دبليو وودهول) وتوماس شبرد ومارغريت وبنيامين وماري وويليام سميث وجوزيف وجورج واشنطن وجوزيف آخر. ماتت ماري وأول يوسف على حد سواء، بينما أصبح توماس قاضياً.

## في الثقافة الشعبية
دراما «الحرب العالمية الثانية» للحركة الثورية «تيرن»: استند جواسيس واشنطن إلى جواسيس واشنطن: قصة الجاسوس الأمريكي الأول (2007) من تأليف ألكسندر روز. هيذر ليند تلعب دور آنا سترونج في هذه السلسلة.

## وصلات خارجية
آنا سترونج على موقع فايند أغريف